# Old Edwardians FC
Old Edwardians Football Club w skrócie Old Edwardians FC – sierraleoński klub piłkarski z siedzibą we Freetown, występujący w Sierra Leone National Premier League (najwyższej klasie rozgrywkowej swego kraju).

## Sukcesy
- Premier League[1]:
  - mistrzostwo (1): 1990.

- Puchar Sierra Leone[2]:
  - zwycięstwo (3): 1966, 2001, 2005.

## Występy w afrykańskich pucharach
| Sezon | Rozgrywki                 | Runda   | Kraj          | Klub                 | Dom | Wyjazd | Dwumecz |
| ----- | ------------------------- | ------- | ------------- | -------------------- | --- | ------ | ------- |
| 1985  | Puchar Zdobywców Pucharów | 1       | Nigeria       | Leventis United      | 0–0 | 1–4    | 1–4     |
| 1987  | Puchar Mistrzów           | wstępna | Gwinea Bissau | Sporting Bissau      | –   | –      | –       |
| 1991  | Puchar Mistrzów           | 1       | Nigeria       | Iwuanyanwu Nationale | 2–0 | 0–3    | 2–3     |

## Stadion
Domowe mecze klub rozgrywa na stadionie o nazwie Stadion Narodowy we Freetown. Stadion może pomieścić 36000 widzów.